# Раджпатх
Раджпатх (англ. Rajpath — «царская дорога») — церемониальный проспект в центре Нью-Дели, протянувшийся от Раштрапати-Бхаван (президентского дворца) через площадь Виджай-Човк и Ворота Индии до Национального стадиона Дхиан Чанд. С обеих сторон проспекта расположены ряды деревьев, парковые зоны и ставки.
Важнейшая часть проспекта, по которой проходит ежегодный парад в День Республики 26 января, проходит через холм Раисина и пересекает проспект Джанпатх. На холме с обеих сторон проспекта находятся Северный и Южный кварталы. В конце проспект упирается в ворота Раштрапати-Бхаван. На площади Виджай-Човк Раджпатх пересекает Сансад-Марг и проходит рядом со зданием Парламента Индии.